# Naevochromis
Naevochromis is een monotypisch geslacht van straalvinnige vissen uit de familie van de cichliden (Cichlidae).

## Soort
- Naevochromis chrysogaster (Trewavas, 1935)